# Horst E. Schulze
Horst E. Schulze (geb. Pfefferkorn; * 12. August 1925 in Berlin; † August 1971) war ein deutscher Fotograf.

## Leben und Werk
Horst E. Schulze war ein unehelich geborenes Kind. 1935 heiratete seine Mutter, und er erhielt den Namen Schulze. Seit seinem dreizehnten Lebensjahr beschäftigte er sich mit Fotografie.
Ab Oktober 1945 war Schulze Volontär bei der Zeitschrift Neue Berliner Illustrierte (NBI), und im Folgemonat schuf er als Fotoamateur seine erste Bildreportage. Ab 1946 arbeitete er in Berlin als freischaffender Bildjournalist vor allem für Zeitungen und Zeitschriften. Ab 1949 war er, u. a. zusammen mit Gerhard Kiesling, insbesondere für die NBI tätig, deren Chefredakteurin Lilly Becher ihn förderte. Fotografien Schulzes wurden auch als Illustrationen u. a. für Bücher, Programmhefte, z. B. des Metropol-Theaters Berlin, u. ä. verwendet.
1966 legt Schulze eine Prüfung zum Redakteur ab. Er war Mitglied des Verbands der Journalisten der DDR und von 1965 bis zu deren Auflösung 1969 der Fotografengruppe Signum.
Ab 1961 war Schulze der Lebenspartner von Irmgard Rösler (später Thulke), die er 1967 heiratete.
Schulze starb durch Selbsttötung.
Fotomaterial Schulzes befindet sich u. a. in der Bildagentur für Kunst, Kultur und Geschichte und im Kunstmuseum Moritzburg.

## Buchpublikationen mit Fotografien Schulzes (unvollständig)
- Hans Opitz: Wie die Brummbären brummen. Hofmeister Verlag, Leipzig, 1957
- Klaus Beuchler: Weite Welt – ganz nah. Der Kinderbuchverlag Berlin, 1961
- Karin Hartewig: Wir sind im Bilde. Eine Geschichte der Deutschen in Fotos vom Kriegsende bis zur Entspannungspolitik. Leipziger Universitäts-Verlag, 2010 (mit weiteren Fotografen)
- Matthias Bertram (Hrsg.): Das pure Leben. Fotografien aus der DDR – Die frühen Jahre 1945–1975. Verlag Lehmstedt, Leipzig, 2014 (mit weiteren Fotografen)
- Helmut Recknagel: Eine Frage der Haltung. Erinnerungen. Verlag Das Neue Berlin, 2012 (mit weiteren Fotografen)

## Postume Ausstellung von Bildern Schulzes (mutmaßlich unvollständig)
- 1977/1978: Halle/Saale, Galerie Roter Turm der Staatlichen Galerie Moritzburg („Medium Fotografie“)
- 1985: Leipzig, Gesellschaft für Fotografie im Kulturbund der DDR („Frühe Bilder. Eine Ausstellung zur Geschichte der Fotografie in der DDR“)
- 2013: Halle/Saale, Kunstmuseum Moritzburg („Begegnung der Bilder. 25 Jahre Sammlung Photographie“)